# CF Os Belenenses
Clube de Futebol Os Belenenses este un club de fotbal din Lisabona, Portugalia, care evoluează în Segunda Liga.

## Palmares

### Național
- Primeira Liga (1): 1945–46
- Campeonato de Portugal (3):[2]
  - 1926–27, 1928–29, 1932–33
- Taça de Portugal (3): 1941–42, 1959–60, 1988–89
- Segunda Liga (2): 1983–84, 2012–13
- Campeonato de Lisboa (6): 1925–26, 1928–29, 1929–30, 1931–32, 1943–44, 1945–46
- Taça de Honra de Lisboa (6): 1959–60, 1960–61, 1969–70, 1975–76, 1989–90, 1993–94

### Internațional
- Cupa UEFA Intertoto (1): 1975

## Jucători notabili
| - António Mendonça - Wilson - Alejandro Scopelli - Batista - Emerson - Fábio Januário - Marco Aurélio - Weldon - Borislav Mikhailov - Stoycho Mladenov - David Embé - Albert Meyong - Celestino - Dady | - José Rui - Pelé - Henry Antchouet - Edgaras Jankauskas - Armando Sá - José Luis Garcés - Gabriel Gómez - Dariusz Adamczuk - António Morato - Félix Mourinho - Fernando Chalana - Jaime Mercês - Jorge Martins - José António | - José Mourinho - Juanico - Luís Sobrinho - Matateu - Paulo Madeira - Pepe - Rolando - Ruben Amorim - Silas - Anders Andersson - Freddy Adu - Nick Sakiewicz - Tomislav Ivković |

## Antrenori
| - Cândido de Oliveira (1937–38) - Lippo Hertzka (1939–40) - Alejandro Scopelli (1939–41) - Sándor Peics (1943–44) - Alejandro Scopelli (1947–48) - Artur Quaresma (1948–49) - Sándor Peics (1950–51) - Fernando Vaz (1951–53) - Fernando Riera (1954–57) - Helenio Herrera (1957–58) - Fernando Vaz (1958–59) - Otto Glória (1959–61) - Fernando Vaz (1962–64) - Ángel Zubieta (1964) - Franz Fuchs (1964–65) - Ángel Zubieta (1968–69) - Mário Wilson (1968–70) - Alejandro Scopelli (1972–74) | - Juca (1979–80) - Artur Jorge (1981) - Nelo Vingada (1981–82) - José Mourinho Félix (1982–83) - Jimmy Melia (1983–86) - Marinho Peres (1988–89) - John Mortimore (1988–89) - Hristo Mladenov (1989) - Antônio Lopes (1990) - Abel Braga (1992–93) - José Romão (1993–94) - João Alves (1994–96) - Stoycho Mladenov (1997) - Manuel Cajuda (1 iulie 1997–98) - Vítor Oliveira (1998–00) - Marinho Peres (2000–03) - Manuel José (Feb 11, 2003–Nov 22, 2003) - Vladislav Bogićević (Nov 26, 2003–Jan 20, 2004) | - Augusto Inácio (Jan 20, 2004–12 mai 2004) - Carlos Carvalhal (21 mai 2004–Oct 27, 2005) - José Couceiro (Oct 28, 2005–7 mai 2006) - Jorge Jesus (12 mai 2006–19 mai 2008) - Casemiro Mior (1 iulie 2008–Oct 8, 2008) - Jaime Pacheco (Oct 9, 2008–11 mai 2009) - Rui Jorge (12 mai 2009–25 mai 2009) - João Carlos Pereira (4 iunie 2009–Dec 21, 2009) - António Conceição (Dec 23, 2009–9 mai 2010) - Baltemar Brito (5 iunie 2010–6 iulie 2010) - Rui Gregório (8 iulie 2010–Oct 26, 2010) - Filgueira (interim) (Oct 27, 2010–Nov 1, 2010) - José Mota (Nov 2, 2010–Feb 14, 2012) - Marco Paulo (Feb 15, 2012–14 mai 2012) - Marco Paulo (2012) - Mitchell van der Gaag (1 iulie 2012–Sept 26, 2013) - Marco Paulo (interim) (Sept 26, 2013–) |